# Мерчанское
Мерчанское — село в Крымском районе Краснодарского края. Административный центр Мерчанского сельского поселения.
В XIX веке на это месте находился крупный адыгский аул под названием Мерчан. К концу Кавказской войны его жители были насильно выселены или истреблены. В 1864 году было основано современное село. Основателями села были греки−турецкие подданные. В 1885 году в селении был 161 дом, церковь, училище, 3 лавки, 3 кузницы и 2 мельницы. Также в окрестностях находилось 2 хутора — Попандопуло и Саввы Константина.

## Население
| Год  | Население |
| ---- | --------- |
| 1888 | 697       |
| 1889 | 990       |
| 1890 | 831       |
| 1908 | 1471      |
| 1909 | 1471      |
| 1910 | 1453      |
| 1911 | 1455      |
| 1912 | 1399      |
| 1913 | 1366      |
| 1914 | 1480      |
| 1915 | 1683      |
| 1916 | 1764      |
| 1926 | 2251      |
| 1996 | 1144      |

| 1999 | 2002 | 2010 |
| ---- | ---- | ---- |
| 1143 | ↘945 | ↗983 |

До революции проживали в основном понтийские греки, по состоянию на 1885 год жило 323 мужчины и 302 женщины.

### Улицы
- ул. Гвардейская,
- ул. Горького,
- ул. Заречная,
- ул. Зелёная,
- ул. Калинина,
- ул. Кирова,
- ул. Ленина,
- ул. Мира,
- ул. Пролетарская,
- ул. Советская.